# Unruochinger
Die Unruochinger sind ein fränkisches Adelsgeschlecht, welches seinen Ursprung in Nord-Frankreich und Belgien hatte.
Die Unruochinger waren verwandt mit den Karolingern und herrschten vom 8. bis 10. Jahrhundert, vor allem im italienischen Raum.
Bekannte Mitglieder:
- Markgraf Eberhard von Friaul
- König Berengar I. von Italien, Römischer Kaiser

## Stammliste
1. Unruoch II. († vor 853) 811 Graf, 839 Graf zu Ternois, dann geistlich in der Abtei Saint-Bertin, ⚭ Engeltrude
  1. Berengar (* um 800; † 837) 819 Graf von Toulouse, Markgraf von Septimanien
  2. Eberhard (810–866) Markgraf von Friaul ⚭ Gisela, (* Ende 819/822; † nach 1. Juli 874), Tochter des Kaisers Ludwig der Fromme, begraben in der Abtei Cysoing (Karolinger)
    1. Eberhard (* wohl 837; † vor 20. Juni 840)
    2. Ingeltrud (* 837/840; † nach 2. April 870); ⚭ ? Heinrich (princeps militiae), X 886 (Popponen)[1]
    3. Unruoch III. (* wohl 840; † 874 nach 1. Juli), 866 Markgraf von Friaul, ⚭ Ava, Tochter des Herzogs Liutfried (Etichonen)
    4. Berengar I. (* ca. 850; † 924), 874 Markgraf von Friaul, 888 König von Italien, 915 römischer Kaiser, ⚭ I wohl 880/890 Bertila von Spoleto, († vor Dezember 915) Tochter des Herzogs Suppo II., Graf von Camerino, ⚭ II vor Dezember 915 Anna († nach Mai 936)
      1. Tochter ⚭ NN, Neffe des Bischofs Liutvard von Vercelli
      2. Gisela (* wohl 880/885; † wohl 910/915) ⚭ vor 900 Adalbert I. der Reiche († wohl 923) Markgraf von Ivrea (Haus Burgund-Ivrea)
        1. Berengar II. († 966), Markgraf von Ivrea und König von Italien

      3. Bertha († nach 952) 915 Äbtissin von San Salvatore in Brescia

    5. Adalhard von Burc († nach 1. Juli 874) Laienabt von Cysoing ⚭ Swanaburc
      1. Eberhard (* um 856; † nach 889), 888 bez. als Graf im Sülchgau ⚭ Gisela (Tochter des Grafen Waltfred von Verona)
        1. Judith ⚭ Arnulf I. „der Böse“, Herzog von Bayern

    6. Rudolf († 1. Mai 892) Graf, nach 874 Abt von Cysoing und Saint-Vaast
    7. Alpais († klein) begraben in der Abtei Cysoing
    8. Heilwig († nach 895) ⚭ I wohl vor 874 Hucbald – wohl Hucbald von Dillingen – († nach 890) Graf von Ostrevant, ⚭ II nach 890 Roger I. († 926) Graf von Laon
    9. Gisela († April 863), geistlich in San Salvatore in Brescia
    10. Judith († 863/881). Gemahl nicht gesichert, entweder ⚭ Konrad II. Markgraf von Burgund, Graf von Auxerre († 881)[2] oder auch Adalbert II., Hunfridinger und Graf im Thurgau.[3]

  3. Adalhard († 3. April 864) Abt von Saint-Bertin und Saint-Amand
  4. Tochter ⚭ Suppo III., Markgraf von Spoleto 871/875